# Kisvárdai Bessenyei György Gimnázium és Kollégium
A Bessenyei György Gimnázium és Kollégium Kisvárda gimnáziuma, melyet 1911-ben alapítottak. Az iskola falai között tanult többek között Farkas Bertalan űrhajós, Cipő, a Republic együttes frontembere, Kálid Artúr színész, szinkronszínész, Nagy Sándor színész, énekes, Gyüre Csaba, a Jobbik Magyarországért Mozgalom alelnöke és országgyűlési képviselője, Dajka László válogatott labdarúgó, edző, Márta Alex (ByeAlex) zenész, aki a 2013-as Eurovíziós Dalfelsztiválon 10. helyezést ért el.

## Története
A Vallás és Közoktatási Minisztérium 1910. augusztus 3-án a 77.170 számú rendelettel engedélyezte főgimnázium létesítését Kisvárdán. A főgimnázium I. és V. osztálya 1911. szeptember 5-én nyílt meg, egy ideiglenes épületben. Az új épület terveinek elkészítését Wälder Gyula építészre bízták. 1914-ben az építési munkálatok az első világháború miatt megálltak, a félig elkészült épületbe 1921-ben költözött át a gimnázium, de az építés csak 1929-ben fejeződött be.
1912-től 1919-ig, haláláig a gimnáziumban volt görög-latin szakos tanár Császy László, a Tanácsköztársaság vértanúja, pedagógus, református presbiter.
Az 1914/15-ös tanévben már nyolcosztályos gimnáziumként funkcionált, az első érettségi vizsgát 1915-ben tartották. Az intézmény 1922-ben vette fel Bessenyei György nevét. A gimnáziumban eleinte csak fiúk tanulhattak, lányok csak magántanulóként, korlátozott létszámban; a tandíj évi 100 pengő volt. 1925-ben reálgimnázium lett, kötelező jelleggel három nyelvet tanultak a diákok: latint, németet és választhatóan angolt, franciát vagy olaszt. Az általános tananyagon felül ún. rendkívüli tárgyakat is tanulhattak a diákok, ezért külön tandíjat kellett fizetni. Kevesebbe került például a gyorsírás, a rajz vagy a testnevelés, többe a vívás és a zenetanulás.
1935-ben az intézmény neve Kisvárdai Állami Bessenyei György Gimnázium lett, és megkezdte működését az internátus. A második világháború során német katonák állomásoztak az épületben és tábori kórház is működött itt. Az épület a háború során nem kapott sem bombát, sem lövedéket.
1946. március 1-jén az intézményben megkezdte működését a Dolgozók Gimnáziuma és Polgári Iskolája, 1951-től 1955-ig pedig gépipari technikum is működött itt. 1960-ban diákotthonnal, 1961-től kollégiummal is bővült az iskola. 1965-től számvitel-gazdálkodási, igazgatási-ügyviteli és matematikai tagozatok indultak, 1971-től testnevelési tagozaton is lehetett tanulni. Az 1960-as években épültek az intézmény sportlétesítményei. 1978-ban a szakközépiskolai osztályokat áthelyezték a Császy Lászlóról elnevezett középiskolába (ma Szent László Szakközépiskola, Kollégium és Óvoda), ahol megszüntették a gimnáziumi osztályokat. A hetvenes évek végén megépült a sportpálya és a lelátó.
Az 1980-as években előtérbe került a nyelvoktatás fontossága, beindultak a nyelvi tagozatok. 1986-ban, a jelentősen megnövekedett tanulólétszám miatt az iskola megkapta a szomszédos Járási Hivatal és a KÖJÁL épületét, ahol kollégiumot alakítottak ki.
1996-ban új tornacsarnok épült a főépület mellett. 2005-ben állami támogatással és a helyi önkormányzat segítségével egy csaknem egymilliárd forintos program keretében teljesen felújították a főépületet, új kollégiumi épület készült el, modernizálták a konyhát, a tornacsarnokot és az étkezőt.
A gimnázium a Szabolcs-Szatmár Bereg Megyei Közoktatási Közalapítvány egyik bázisiskolája, valamint résztvevője az országos Arany János Tehetséggondozó Programnak.

## Az iskola híres diákjai
- Farkas Bertalan űrhajós
- Cipő, a Republic együttes frontembere
- Nagy László (művészneve: Nagy Laci Gitano) a Republic együttes tagja
- Kálid Artúr színész, szinkronszínész
- Nagy Sándor színész, énekes
- Gyüre Csaba, a Jobbik Magyarországért Mozgalom alelnöke és országgyűlési képviselője
- Dajka László válogatott labdarúgó, edző
- Márta Alex (ByeAlex) zenész

## Galéria

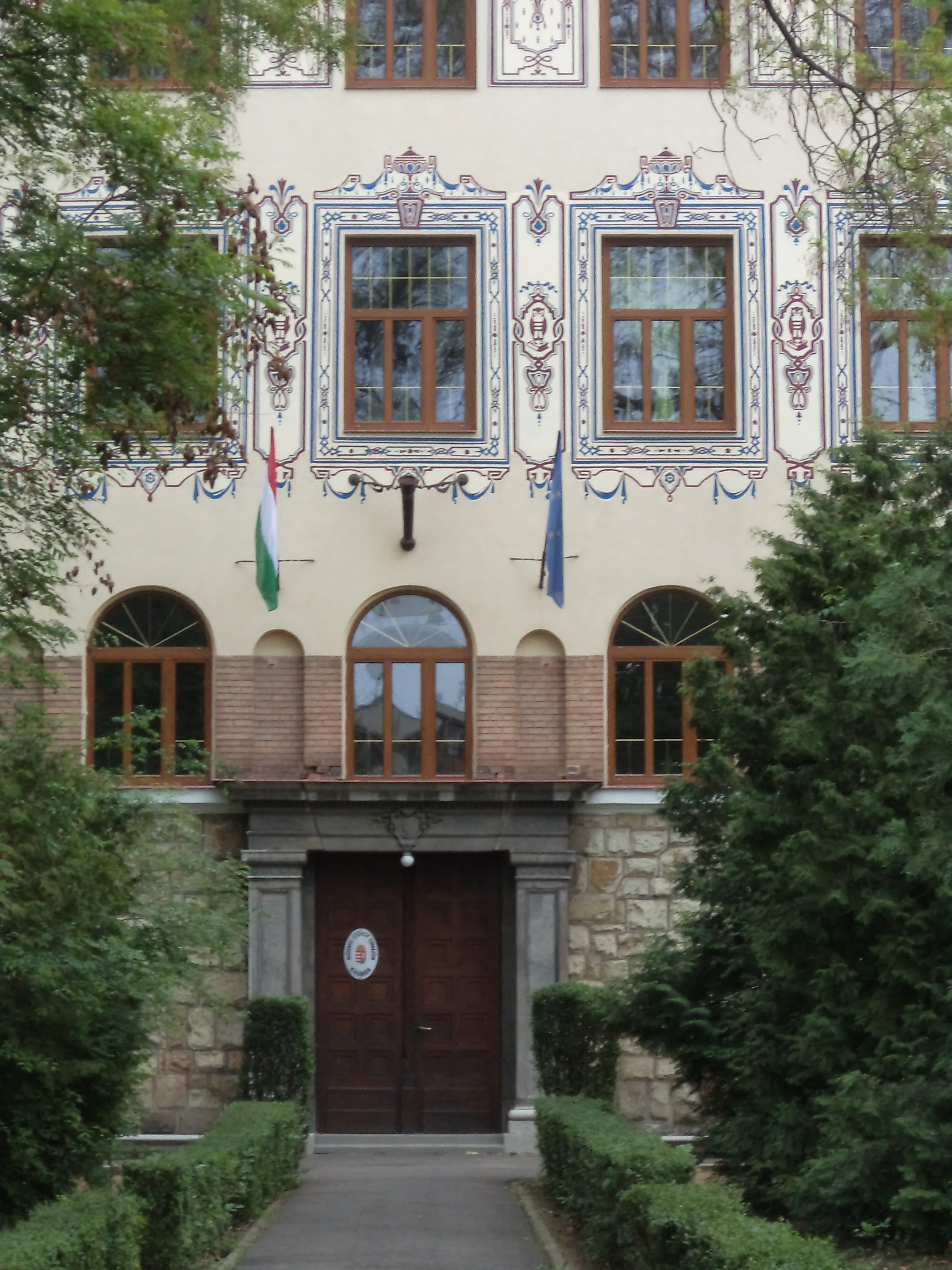
Főbejárat
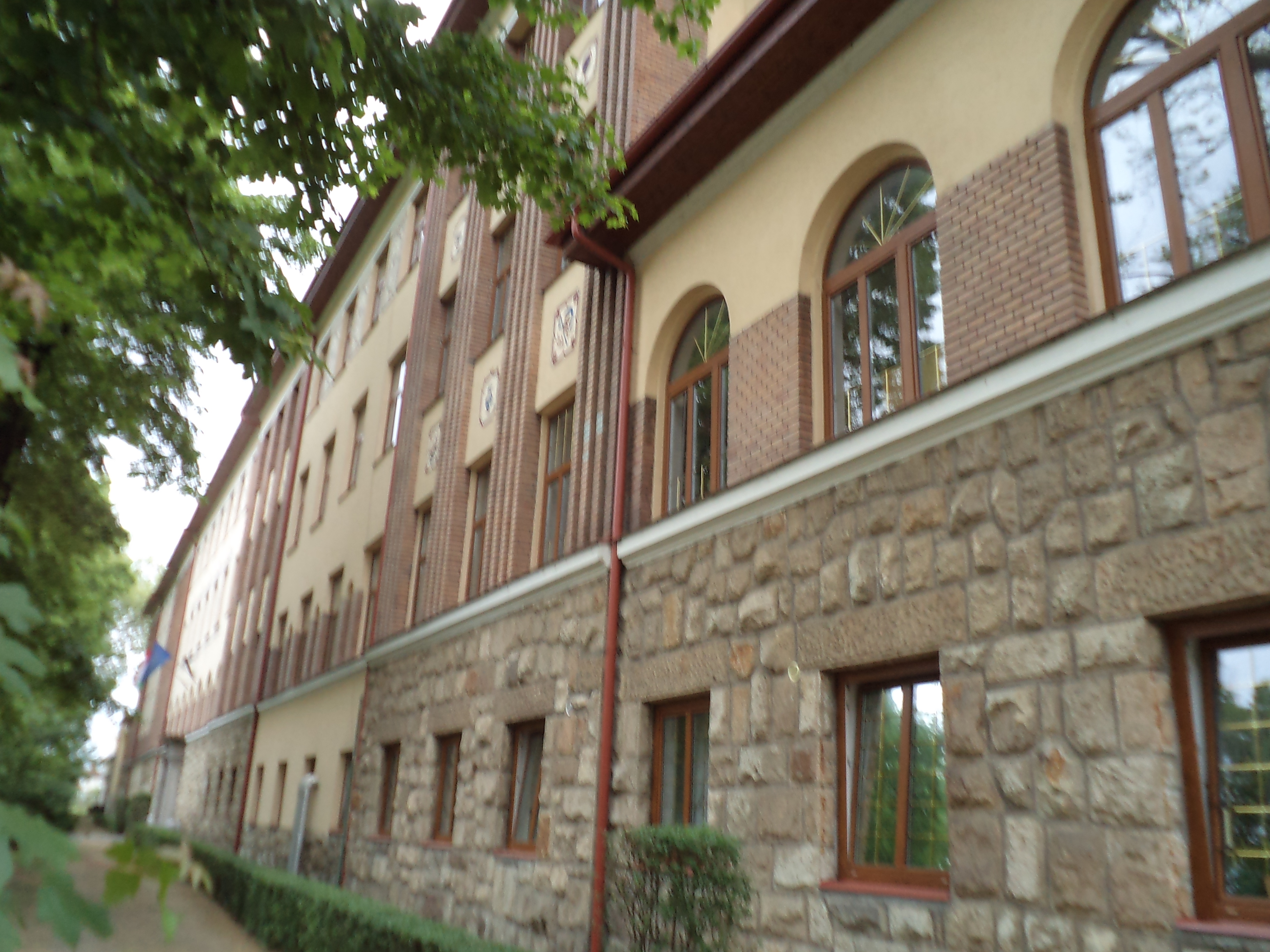
Főépület
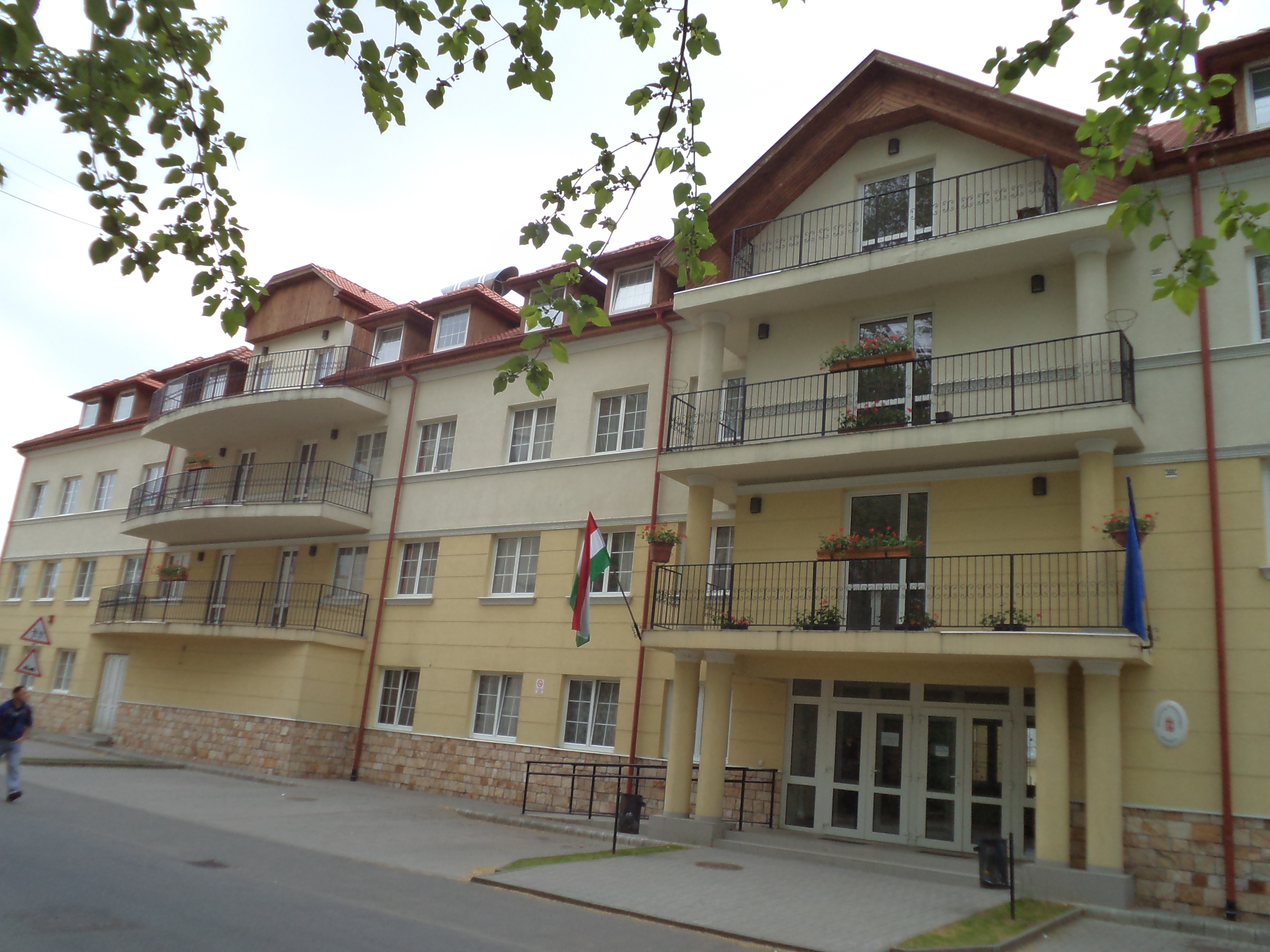
Kollégium